# ロバート・ルロイ
ロバート・ルロイ（Robert LeRoy, 1885年2月7日 - 1946年9月7日）は、アメリカ合衆国の男子テニス選手。1904年のセントルイス五輪男子シングルスとダブルスで銀メダルを獲得している。

## 来歴
1904年セントルイス五輪に19歳で出場した。シングルスでは決勝でビールズ・ライトに 4-6, 4-6 で、アロンゾ・ベルと組んだダブルスもビールズ・ライト＆エドガー・レナード組に 4-6, 4-6, 2-6 で敗れ銀メダル2個を獲得した。
全米選手権では1907年全米選手権で男子シングルスの準優勝がある。
1946年9月7日、ニューヨークにて61歳で亡くなった。